# المجتمع الحضري في إقليم الباسك

مجتمع التجمعات في إقليم الباسك ( (بالبشكنشية: يوسكال هيريجوني إلكارجوا)‏ ) ،  هو مجتمع التجمعات في فرنسا ، وهو هيكل بين بلديات فرنسا ، تتمركز في مدينتي بايون وبياريتز . يُشار إليها أيضًا باسم إقليم الباسك الفرنسي ، أو بلاد الباسك الشمالية ( (بالبشكنشية: إيبارالدي)‏( تترجم حرفيا. الإقليم الشمالي )، (بالفرنسية: بايز الباسك)‏ ، (بالإسبانية: بلد فاسكو الفرنسية)‏ تقع في إقليم البرانس الأطلسية في منطقة أقطانية الجديدة جنوب غرب فرنسا .
تم إنشاؤها في يناير 2017 من خلال اندماج مجتمع تجمع كوت الباسك-أدور السابق، ومجتمع تجمع إقليم جنوب الباسك وثمانية مجتمعات البلديات .  مساحتها 2968 كم 2 . بلغ عدد سكانها 312.278 نسمة في عام 2018، منهم 51.411 في بايون و25.532 في بياريتز. 

## الوصف
تتكون منطقة تجمّع مجتمعات الباسك من 158 بلدية التالية:   
1. احيتسي
2. إيسيريتس-كامو-سوهاست
3. أينسيل
4. اينهارب
5. أينهيس-مونجلوس
6. أينهوا
7. الكاي-الشابيهيتي-سونهاريت
8. الدودز
9. الوس-سيباس-ابنسي
10. أمنديويكس-أونيكس
11. أموروتس-سوكو
12. أنجليت
13. انهاوكس
14. أرانكو
15. أربيريت- شيسيواغي
16. اربون
17. أربويه-سوساوت
18. اركانجويس
19. ارهنسوس
20. ارمنداريتس
21. ارنيغي
22. ارو-إيثوروتس-أولهايبي
23. أراست لاريبيو
24. أروت-شاريت
25. اسكين
26. اسكارات
27. أوسوروك
28. أيهير
29. بانكا
30. باركوس
31. باردوس
32. باسوساري
33. بايون
34. بيجويوس
35. بيهاسك لابيست
36. بيهورليغي
37. بيرجوي-فيلينافي
38. بيروجين-لارونس
39. بايري سور جويوز
40. بياريتز
41. بيداش
42. بيدراي
43. بيدارت
44. بيرياتو
45. بونلوك
46. بوكاو
47. بريسكوس
48. بونس
49. بوسوناريت-ساراسكويت
50. بوستينس-إيريبيري
51. كامبو ليه باين
52. كامي
53. كامو-سيهيغو
54. كارو
55. شاريت دو باس
56. شيروت
57. سيبور
58. دوميزاين-بيروت
59. الخطية
60. إسبيس أندورين
61. إستيرنشوبي
62. اتشاري
63. اتشيبار
64. جابات
65. جامارثي
66. جاريندين
67. جاريس
68. جوتين ليبارينكس
69. غيثاري
70. جيشي
71. حلسو
72. هاسبارين
73. هاوكس
74. هيليت
75. هنداي
76. هوستا
77. إيبارول
78. إيدو-ميندي
79. إيهولدي
80. إلهاري
81. إيريساري
82. إيروليغي
83. إيسبوري
84. إستوريت
85. إتكساسو
86. جاتكسو
87. جاكسو
88. جوكسوي
89. لا باستيد-كلايرنس
90. لابيتس-بسكاي
91. لاكار
92. لاكاري-أرهان-شاريت-دو-أوت
93. لاغوينجي ريستو
94. لاهونس
95. لانتابات
96. لارسيفو-أروس-سيبيتس
97. لارو
98. لاريسور
99. لاريبار-سورهابورو
100. لاس
101. ليكومبيري
102. لوبيتال سان بليز
103. ليتشانس-سونهار
104. ليكوس
105. لايسك-آثري
106. لوهيتسون-أويهيرك
107. لوحوسوا
108. لوكس-سمبرروت
109. ماكاي
110. ماسبروت
111. موليون ليشار
112. ميهارين
113. متسول
114. يلوي
115. منديف
116. مونكايول-لاروري-مينديبيو
117. مونتوري
118. موجير
119. موسكلادي
120. أورديارب
121. أوريجا
122. اورسانكو
123. أوساس-سهاري
124. أوسيرين-ريفاريتا
125. أوسيس
126. أسطبات-اسمي
127. باجول
128. روكياغ
129. سانت إنجراس
130. سانت إستيبن
131. سان إتيان دو بايجوري
132. القديس جان دي لوز
133. سان جان لو فيو
134. سان جان بييه دو بور
135. سانت جوست إيباري
136. سان مارتن داربرو
137. سان مارتن دارروسا
138. سان ميشيل
139. سان باليه
140. سان بي سور نيفيل
141. سان بيير ديروب
142. ساميز
143. ساري
144. ساوجي سان إتيان
145. سورايد
146. سوهيسكون
147. تارديتس-سورهولوس
148. ثلاث مدن
149. أوهارت - سيزي
150. أوهارت-ميكس
151. يورسيت
152. يوربيل
153. أوروجني
154. أورت
155. أوستاريتز
156. فيلفرانك
157. فيودوس-أبينسي-دي-باس

## أنظر أيضا
- حكومة نافار
- حكومة الباسك